# 리온 크리어

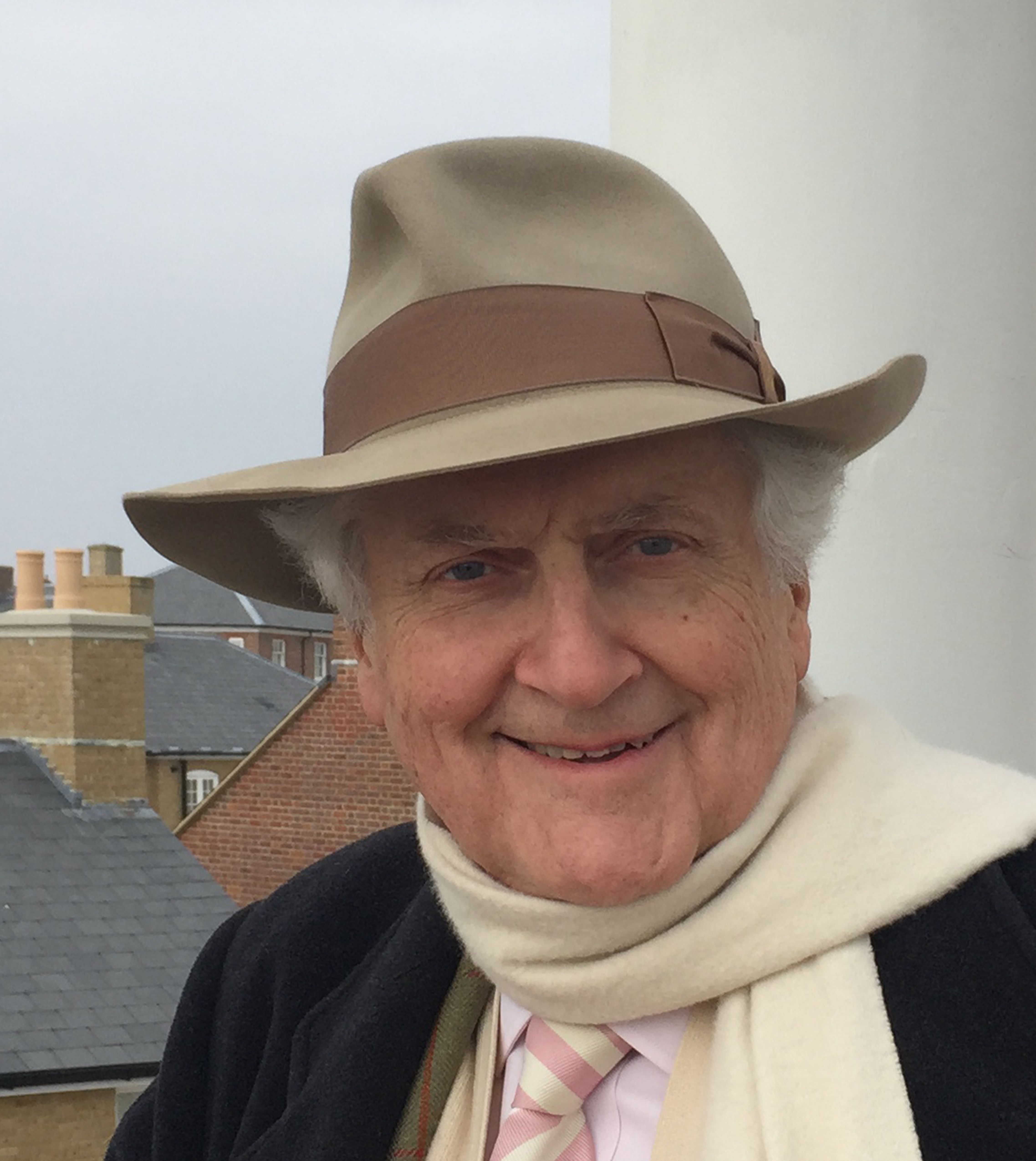

리온 크리어(Léon Krier, 1946년 4월 7일~)는 독일의 건축가, 건축 사상가, 도시 계획자이다.
룩셈부르크에서 출생하였다. 슈투트가르트의 기술전문대학에서 공부하였고, 1968년부터 1970년 사이에는 제임스 스털링과, 1971년부터 1972년까지는 클라이흐스 밑에서 활동하였다. 1974년에는 런던에서 개인 사무소를 개설하였고, 1973년부터 1976년까지 건축협회부설학교에서 학생을 지도, 1977년부터는 왕립미술대학교에서 학생을 지도하였다.
그는 건축에서 좀더 급진적인 성향을 제외하고 그의 형인 크리어(R.Krier)처럼 합리주의 건축을 개념적 도구로 삼아서 전기 유럽의 산업도시의 재현을 추구하였다. 또한 19세기 초의 신고전주의를 타당성 있는 영원한 양식으로 간주하고, 수많은 도해를 건축기술로 처리하여 예증시키고자 하였다. 그 계획안(案)으로는 룩셈부르크에 있는 <프랑스의 국립고등학교> 계획안, 런던의 <민트 광장> 계획안, 파리의 <라빌레테 지역> 계획안, 룩셈부르크 중심지역의 계획안 등이 있다. 그의 저서로는 <도시의 재건>이 있다.